# Góra (Podlaquia)
Góra [pronunciación en polaco: /ˈɡura/] es un pueblo ubicado en el distrito administrativo de Gmina Bakałarzewo, dentro del condado de Suwałki, Voivodato de Podlaquia, en el noreste de Polonia. Se encuentra a unos 8 kilómetros al noreste de Bakałarzewo, a 15 kilómetros al noroeste de Suwałki, y a 117 kilómetros al norte de la capital regional Białystok.